# Milan Jelić

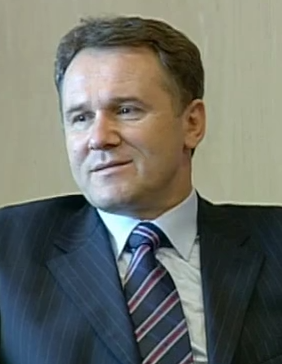
Milan Jelić, 2007

Milan Jelić (* 26. März 1956 in Koprivna bei Modriča, Föderative Volksrepublik Jugoslawien; † 30. September 2007 in Doboj, Bosnien und Herzegowina) war Präsident der Entität Republika Srpska in Bosnien und Herzegowina.

## Leben
Nach einem Studium der Wirtschaftswissenschaften an den Universitäten Novi Sad und Banja Luka, das er mit einer Promotion abschloss, war Milan Jelić Manager verschiedener Betriebe in Modriča (zuletzt ab November 1993 Direktor der Ölraffinerie).
Als Mitglied der Srpska Demokratska Stranka wurde er in das Parlament der Republika Srpska gewählt. 1998 verließ er diese Partei und wurde Mitglied des Savez nezavisnih socijaldemokrata.
Seit dem 28. Februar 2006 war er Wirtschaftsminister der Republika Srpska, bis er am 9. November 2006 Präsident der Republika Srpska wurde. Daneben gehörte er dem Präsidium des bosnisch-herzegowinischen Fußballverbandes an. Er starb im Alter von 51 Jahren an einem Herzinfarkt. Bis zur Wahl eines Nachfolgers übernahm der Parlamentspräsident der Republika Srpska vorübergehend das Amt Jelićs.
Milan Jelić war der Vater des Fußballers Petar Jelić.